# Saegertown
Saegertown es un borough situado en el condado de Crawford, Pensilvania, Estados Unidos. Tiene una población estimada, a mediados de 2023, de 859 habitantes.

## Geografía
La localidad está ubicada en las coordenadas 41°42′52″N 80°07′51″O / 41.71444, -80.13083 (41.714553, -80.130923).

## Demografía
Según la estimación 2018-2022 de la Oficina del Censo, los ingresos medios de los hogares de la localidad son de $70 250 y los ingresos medios de las familias son de $75 795. Alrededor del 6.0% de la población está por debajo de la línea de pobreza.